# OK電腦 (2017年專輯)
《OK電腦: 二十周年紀念典藏版》（英語：OK Computer OKNOTOK 1997 2017）是電台司令的第三張專輯《OK電腦》（1997年）的再版專輯。該專輯在《OK電腦》二十週年之際的2017年6月發售，由XL唱片負責發行。
該專輯除了收錄《OK電腦》和B面歌曲的重製版，還收錄先前未公開的曲目，包含〈I Promise〉、〈Man of War〉和〈Lift〉。特別版更加收一本藝術書、筆記，和一卷包含試聽帶和錄音會錄音的卡帶。有別於過去的重製專輯，發行業務及內容由EMI唱片處理，電台司令基本無涉，這張專輯由樂團成員獨自策畫，並且包含新添加的內容。
電台司令透過海報和預告影片預熱專輯發行，並發布三首新歌MV，將〈I Promise〉、〈Man of War〉以單曲發行。該專輯登上英國專輯排行榜亞軍，並成為當年度英國獨立音樂唱片行最熱銷專輯。在美國地區，該專輯登上《告示牌》二百大專輯榜第23位。專輯獲得樂評好評，新添內容尤得讚譽。

## 內容
《OK電腦: 二十周年紀念典藏版》是電台司令自2016年唱片目錄從EMI唱片移交到XL唱片後釋出的第一張合輯。過去發行的合輯基本都是舊歌，沒有重製的蹤跡，也沒有收錄新的材料，電台司令也沒太多干涉其中的製作。
該再版專輯收錄了1997年專輯《OK電腦》中所有歌曲的重製版，並它的B面8首歌曲，並新添3首先前未公開的曲目，如〈I Promise〉是包含原聲吉他彈奏、樂儀隊鼓樂和美樂特朗機電鋼琴的作品；〈Man of War〉是有著弦樂、鋼琴和電吉他的敘事曲；〈Lift〉則是類似英倫搖滾的敘事曲。
特別版包含專輯的黑膠唱片、一本精裝藝術書、一本寫有湯姆·約克的筆記的小本子，和一本約克和封面藝術家史丹利·唐伍德的準備插圖素描本。特別版還包含一捲卡式錄音帶，其中收錄音訊實驗、錄音會錄音、試聽帶（包含先前兩首未聽到的歌曲的試聽帶），以及四首已在後來的專輯釋出的歌曲之早期版本：〈The National Anthem〉、〈Motion Picture Soundtrack〉、〈Nude〉和〈True Love Waits〉。
卡式錄音帶的最後一首歌曲〈OK Computer Program〉包含電腦訊號音。如果使用1982年電腦ZX Spectrum播放該歌曲的話會跑出一段簡短電腦程式代碼。代碼列出樂團成員的名字和日期——1996年12月19日，並播放幾分鐘的電腦訊號音，最後跳出一段文本：「Congratulations....you've found the secret message syd lives hmmmm. We should get out more」恭喜樂迷發現祕密訊息。這張專輯是獻給約克的前妻瑞秋·歐文，她在發行幾個月前因癌症去世。